# Sergey Volkov (ski acrobatique)
Pour les articles homonymes, voir Volkov.
Sergey Valerevitch Volkov (en russe : Сергей Валерьевич Волков), né le 6 décembre 1987 à Tchoussovoï est un skieur acrobatique spécialisé dans les bosses. Son frère Andrey Volkov est également un skieur acrobatique de haut niveau.
Il a participé aux Jeux olympiques d'hiver de 2010 à Vancouver où il a fini 28e de l'épreuve des bosses.
En Championnat du monde, son meilleur résultat est à ce jour une sixième place aux bosses en parallèle lors des Mondiaux 2011.
Enfin, il compte deux podiums en Coupe du monde dont une victoire acquise en février 2012 à Deer Valley.